# Highland County (Virginia)
Highland County ist eine amerikanische Verwaltungseinheit (County) im Bundesstaat Virginia der Vereinigten Staaten. Bei der Volkszählung im Jahr 2020 hatte das County 2232 Einwohner und eine Bevölkerungsdichte von 2,1 Einwohnern pro Quadratkilometer. Damit ist es von der Einwohnerzahl her das kleinste County in Virginia. Der Verwaltungssitz (County Seat) ist Monterey. Das County gehört zu den Dry Countys, was bedeutet, dass der Verkauf von Alkohol eingeschränkt oder verboten ist.

## Geographie
Highland County liegt im Nordwesten von Virginia, grenzt im Norden und Westen an West Virginia und hat eine Fläche von 1077 Quadratkilometern ohne nennenswerte Wasserfläche. Highland County ist aufgeteilt in drei Verwaltungsbezirke: Blue Grass, Monterey und Stonewall. Es grenzt im Süden an Augusta County und Bath County.

## Geschichte
Highland County wurde 1847 aus Teilen des Bath County gebildet. Das Gefecht bei McDowell fand hier am 8. Mai 1862 während des Amerikanischen Bürgerkrieges im Rahmen von Generalmajor Thomas Jonathan Stonewall Jacksons Shenandoah-Feldzuges 1862 statt.

## Demografische Daten

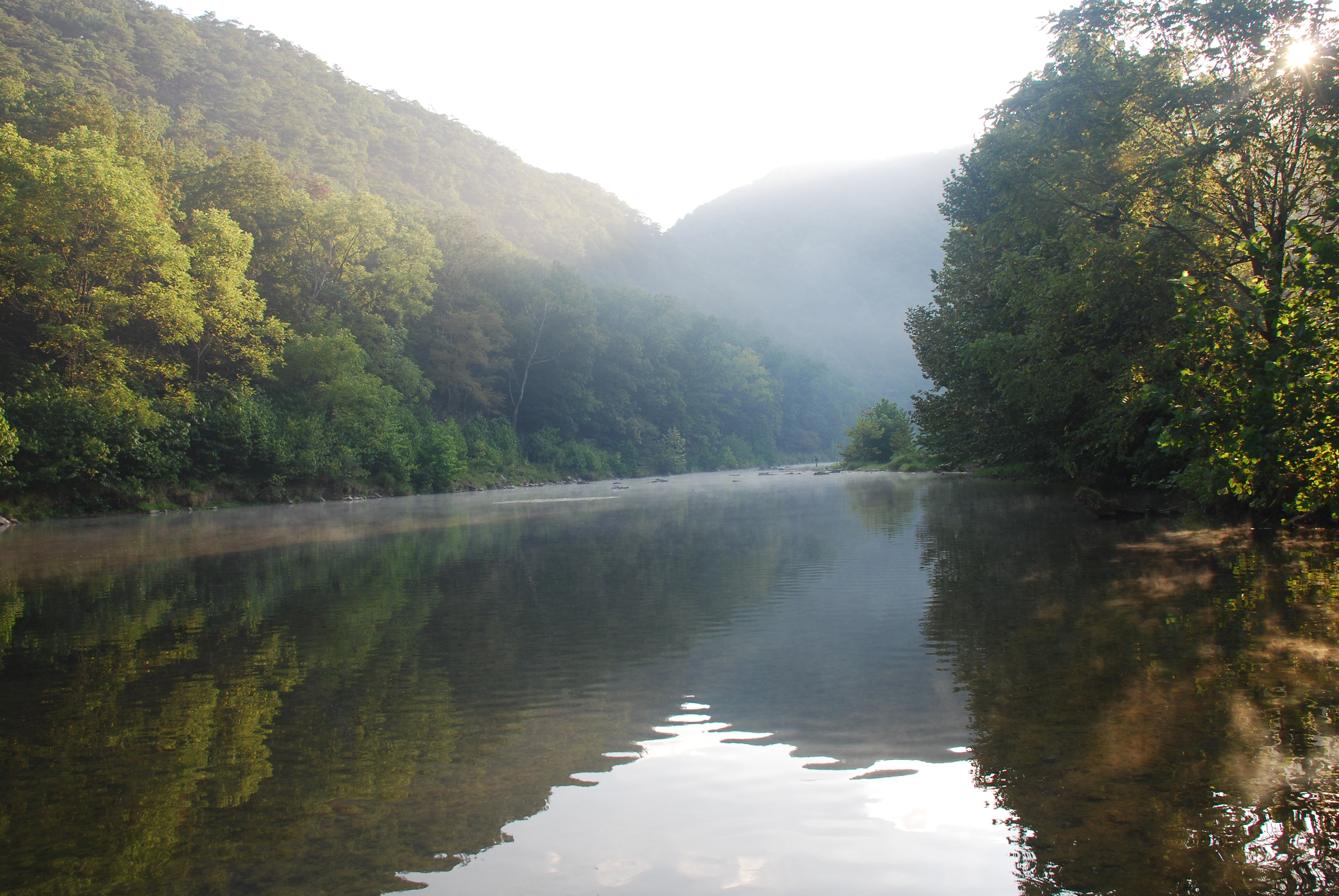
Der Smoke Hole River

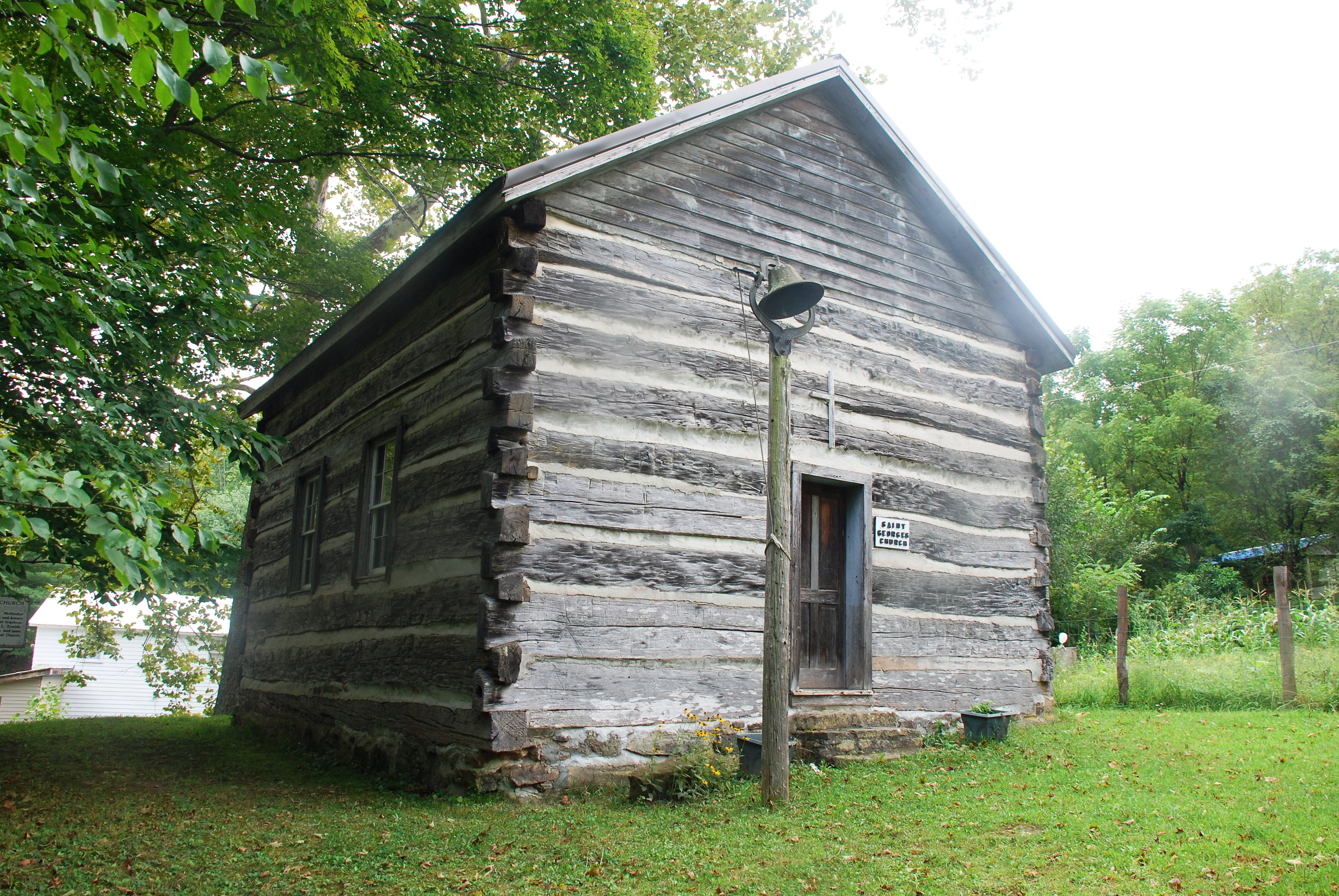
Die St. George’s Church im Smoke Hole Canyon

Alterspyramide des Highland County

Nach der Volkszählung im Jahr 2000 lebten im Highland County 2536 Menschen in 1131 Haushalten und 764 Familien. Die Bevölkerungsdichte betrug 2 Einwohner pro Quadratkilometer. Ethnisch betrachtet setzte sich die Bevölkerung zusammen aus 99,3 Prozent Weißen, 0,1 Prozent Afroamerikanern, 0,1 Prozent amerikanischen Ureinwohnern, 0,1 Prozent Asiaten und 0,1 Prozent aus anderen ethnischen Gruppen; 0,4 Prozent stammten von zwei oder mehr ethnischen Gruppen ab. 0,5 Prozent der Bevölkerung waren spanischer oder lateinamerikanischer Abstammung.
Von den 1131 Haushalten hatten 24,0 Prozent Kinder und Jugendliche unter 18 Jahre, die bei ihnen lebten. 56,9 Prozent waren verheiratete, zusammenlebende Paare, 7,1 Prozent waren allein erziehende Mütter, 32,4 Prozent waren keine Familien, 29,1 Prozent waren Singlehaushalte und in 15,6 Prozent lebten Menschen im Alter von 65 Jahren oder darüber. Die Durchschnittshaushaltsgröße betrug 2,24 und die durchschnittliche Familiengröße lag bei 2,74 Personen.
Auf das gesamte County bezogen setzte sich die Bevölkerung zusammen aus 19,9 Prozent Einwohnern unter 18 Jahren, 4,1 Prozent zwischen 18 und 24 Jahren, 24,5 Prozent zwischen 25 und 44 Jahren, 31,2 Prozent zwischen 45 und 64 Jahren und 20,4 Prozent waren 65 Jahre alt oder darüber. Das Durchschnittsalter betrug 46 Jahre. Auf 100 weibliche Personen kamen 97,8 männliche Personen. Auf 100 Frauen im Alter von 18 Jahren oder darüber kamen statistisch 96,5 Männer.

Das jährliche Durchschnittseinkommen eines Haushalts betrug 29.732 USD, das Durchschnittseinkommen der Familien betrug 37.530 USD. Männer hatten ein Durchschnittseinkommen von 25.904 USD, Frauen 19.250 USD. Das Prokopfeinkommen betrug 15.976 USD. 9,3 Prozent der Familien und 12,6 Prozent der Bevölkerung lebten unterhalb der Armutsgrenze. Darunter waren 13,2 Prozent der Kinder und Jugendlichen unter 18 Jahren und 15,8 Prozent der Einwohner im Alter ab 65 Jahren.